# Ramil Usubov
Ramil Idris oglu Usubov (azerí: Ramil İdris oğlu Usubov; Jóyali, 22 de diciembre de 1948) es Secretario del Consejo de Seguridad de Azerbaiyán desde 2019, coronel general. Fue Ministro del Interior de la República de Azerbaiyán (1994-2019) y de la República Autónoma de Najicheván (1993-1994).

## Biografía
Ramil Usubov nació el 22 de diciembre de 1948 en Jóyali. En 1970 completó la escuela especial de milítsiya en Bakú y en 1980 se graduó de la Academia de Gestión del Ministerio del Interior de Rusia.
Es casado y tiene tres hijos.

## Carrera política
Después de graduarse de la academia trabajó como inspector del departamento de investigación criminal en Xankəndi. En 1975-1980 fue jefe del departamento de investigación criminal en Şuşa. Desde 1980 hasta 1984 ocupó el cargo de viceministro del Interior del Óblast autónomo del Alto Karabaj. En 1984-1987 fue jefe del departamento de asuntos internos de Shirvan. En 1987 fue designado el ministro del Interior de la República Autónoma Socialista Soviética de Najicheván. De 1989 a 1993 trabajó como jefe del Departamento de Investigación Criminal, de Visas y Registro y de Recursos Humanos del Ministerio del Interior de Azerbaiyán.
El 11 de agosto de 1993 fue designado el ministro del Interior de la República autónoma de Najicheván. Por decreto presidencial No.140, el 29 de abril de 1994 Ramil Usubov fue nombrado el ministro del Interior de la República de Azerbaiyán. Fue promovido a teniente general en 1995 y coronel general en 2002. 
El 20 de junio de 2019 Ramil Usubov fue relevado del cargo del Ministro de Asuntos Internos de la República de Azerbaiyán y fue nombrado el Secretario del Consejo de Seguridad bajo la presidencia de la República de Azerbaiyán por el decreto del presidente.

## Premios y títulos
- Orden de la Bandera de Azerbaiyán (1998)
- Orden "Por el servicio a la patria"
- Orden al Mérito de la República de Polonia (2009)
- Orden Shohrat (2018)[4]